# Niniwka
Niniwka – rzeka, prawobrzeżny dopływ Warty o długości 27,73 km i powierzchni zlewni 107,2 km².
Rzeka przepływa między innymi przez Nobelę w powiecie sieradzkim.